# ماندي ميلر
ماندي ميلر (بالإنجليزية: Mandy Miller)‏ هي ممثلة بريطانية، ولدت في 23 يوليو 1944 في المملكة المتحدة.

## وصلات خارجية
- ماندي ميلر على موقع IMDb (الإنجليزية)
- ماندي ميلر على موقع ميوزك برينز (الإنجليزية)
- ماندي ميلر على موقع ديسكوغز (الإنجليزية)
- ماندي ميلر على موقع قاعدة بيانات الفيلم (الإنجليزية)